# Magnus von Braun (Ingenieur)

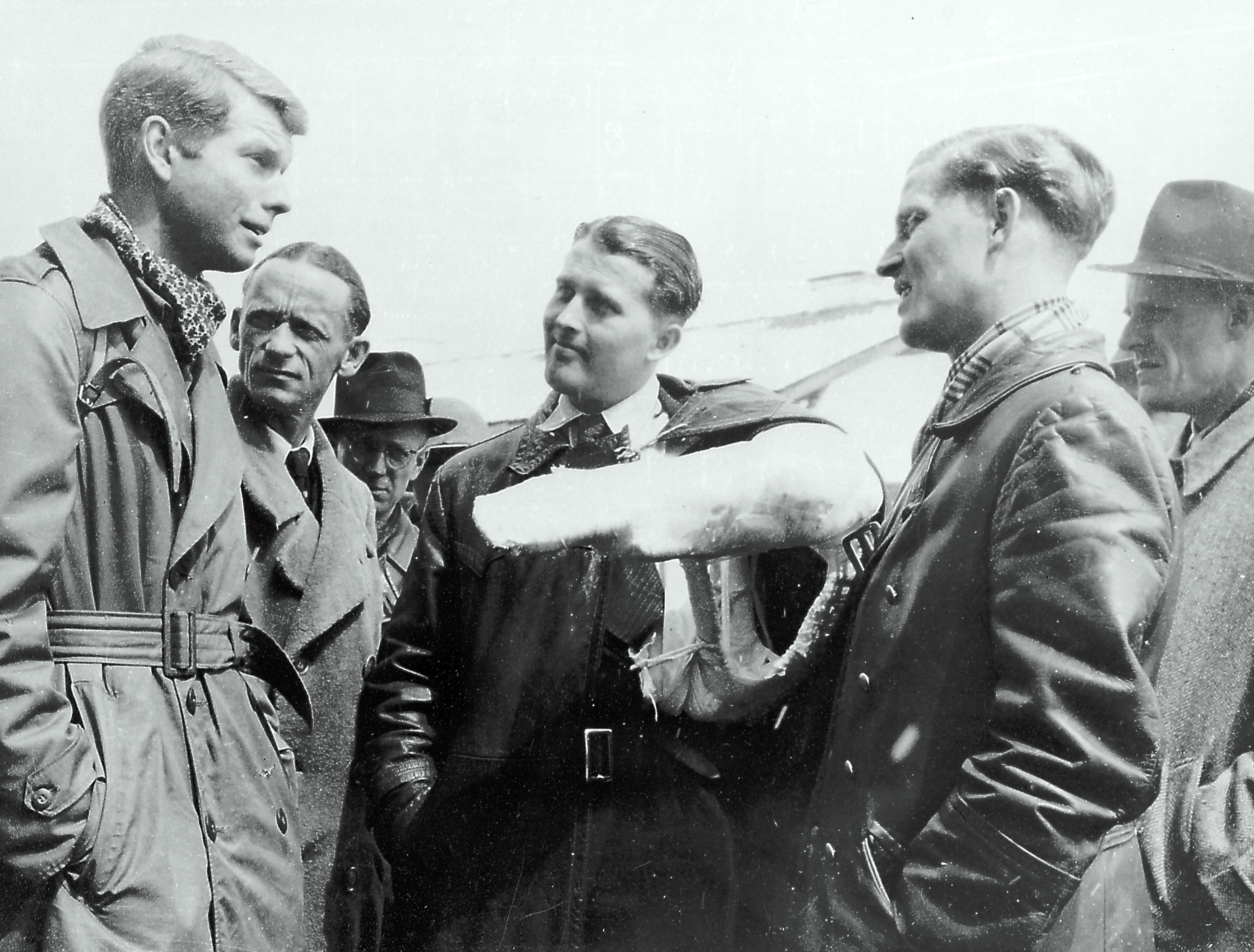
Magnus von Braun (zweiter von rechts) mit seinem Bruder Wernher von Braun (Bildmitte)

Magnus Hans Alexander Maximilian Freiherr von Braun (* 10. Mai 1919 in Greifswald; † 21. Juni 2003 in Phoenix, Arizona) war ein deutscher Chemieingenieur und Raketenkonstrukteur.

## Herkunft und Bildung
Magnus von Braun stammte aus der schlesischen Uradelsfamilie von Braun und war der dritte Sohn von Magnus Freiherr von Braun. Seine älteren Brüder waren Sigismund und Wernher. Braun besuchte die Schule in Berlin und die Hermann Lietz-Schule Spiekeroog. Ab 1937 studierte er an der Technischen Hochschule München, wo er seinen Diplomingenieur in organischer Chemie erwarb und Assistent von Hans Fischer wurde.

## Zweiter Weltkrieg
Im Zweiten Weltkrieg wurde Braun Nachtfluglehrer in Kopenhagen. Im Juli 1943 ging er auf Anforderung seines Bruders Wernher zur Heeresversuchsanstalt nach Peenemünde, das am 17./18. August in der Operation Hydra bombardiert wurde. Im März 1944 wurde Magnus von Braun zusammen mit seinem Bruder Wernher, den Raketenkonstrukteuren Klaus Riedel und Helmut Gröttrup sowie dem Architekten Hannes Lührsen inhaftiert, aber bald wieder freigelassen. Im Spätsommer 1944 wurde er nach Mittelbau-Dora nahe dem thüringischen Nordhausen versetzt, wo er Gyroskope, Servomotoren und Turbopumpen für die als „V2“ bekannt gewordene Rakete A4 entwickelte. An seiner Stelle wurde Dieter Huzel Wernhers Assistent. Braun war in Weilheim in Oberbayern evakuiert, als sein Bruder Wernher am 14. April 1945 dort aus Oberammergau ankam. Am nächsten Tag zog er nach Oberjoch. Als sie am 3. Mai im Radio von Hitlers Tod erfuhren, radelte Magnus von Braun zu den Amerikanern in Reutte und handelte die Übergabe für die Gruppe der Peenemünder Raketenbauer aus.

## Leben und Wirken in den USA
Braun wurde im Rahmen der Operation Overcast für die Weiterarbeit in den USA gewonnen und ging schließlich 1946 an die Raketenversuchsanstalt Fort Bliss in Texas und später nach Huntsville an die Versuchsanstalt Redstone Arsenal. In Fort Bliss und in Huntsville arbeitete er unter Karl Heimburg. 1947 war Braun Zeuge im Nordhausen-Prozess gegen die Lagerleitung des Konzentrationslagers Mittelbau-Dora.
1950 heiratete Braun Hildegard Buchhold, die Ehe wurde schon 1955 wieder geschieden. 1957 heiratete er Nathalie Woodruff, mit der er drei Kinder hatte.
Ab 1955 arbeitete Braun bei Chrysler in Detroit, zunächst in der Raketenabteilung, dann im Automobilbereich. Er wurde später Europa-Chef von Chrysler in London. Anschließend war er Versicherungsagent im englischen Coventry. Anfang der 1970er zog er nach Sedona in Arizona, wo er einen Wein- und Spirituosenladen betrieb. 1975 ging Braun in den Ruhestand und zog mit seiner Frau nach Phoenix, wo er 2003 starb.